# Ezeiza
Ezeiza è una città dell'Argentina, capoluogo del partido omonimo della provincia di Buenos Aires.
Situata nell'area sud della conurbazione della grande Buenos Aires, è sede del principale aeroporto del paese nonché di un importante carcere federale.

## Geografia
Ezeiza è situata a 36 km a sud della capitale Buenos Aires.

## Storia
La città è sorta intorno alla locale stazione ferroviaria, aperta al traffico il 17 luglio 1885. La fermata era stata intitolata a José María Ezeiza, antico proprietario dei terreni sui quali era stato costruito l'edificio.
Nel 1944 il generale Juan Pistarini decise di realizzare il nuovo aeroporto della capitale argentina su dei terreni posti a nord della città. La nuova infrastruttura fu aperta poi cinque anni più tardi. Per collegare in maniera più rapida il centro di Buenos Aires con lo scalo aeroportuale venne costruita nel 1952 un'apposita autostrada. Questa arteria sarà teatro il 20 giugno 1973 di un sanguinoso scontro a fuoco, passato alla storia come il "massacro di Ezeiza", tra differenti fazioni di peronisti.
A partire dagli anni novanta Ezeiza si è espansa grazie alla costruzione di varie gated community che l'hanno convertita in una città dormitorio. Dal 1994 è il capoluogo del partido omonimo.

## Monumenti e luoghi d'interesse
- Estancia Villa Maria, una residenza di campagna storica.

## Infrastrutture e trasporti

### Strade
La principale via d'accesso alla città è l'autostrada Ezeiza-Cañuelas, che forma parte della strada nazionale 205, l'arteria che unisce la parte sud della conurbazione bonaerense con l'interno della provincia di Buenos Aires.

### Ferrovie
Ezeiza è servita da una propria stazione ferroviaria lungo la linea suburbana Roca, che unisce la capitale argentina con le località del sud e dell'est della sua conurbazione.